# Emil von Gerliczy
Emil Felix Ludwig von Gerliczy (Lukovica, Krajna, 1871. augusztus 31. – Zürich, 1924. május 11.) szlovéniai magyar festő.

## Élete
A Wolfsbüchel kastélyban született ősi magyar nemesi családban. 1897-ig, házasságkötéséig, a Császári és Királyi Hadsereg tisztje volt. Feleségével, Louise Anna von Korff bárónővel Drezdába költözött, és a Képzőművészeti Akadémián tanult Robert Sterlnél. Tagja volt a Német Művészeti Csoportnak és a Drezdai Művészek Egyesületének.
1907-től fiatal expresszionista művészek körében alkotott, amelynek tagja volt többek között Conrad Felixmüller, Erich Heckel és Emil Nolde. 1919-ben utazásokat tett Spanyolországban, Tunéziában, Franciaországban, Egyiptomban, valamint Görög- és Törökországban.

## Galéria

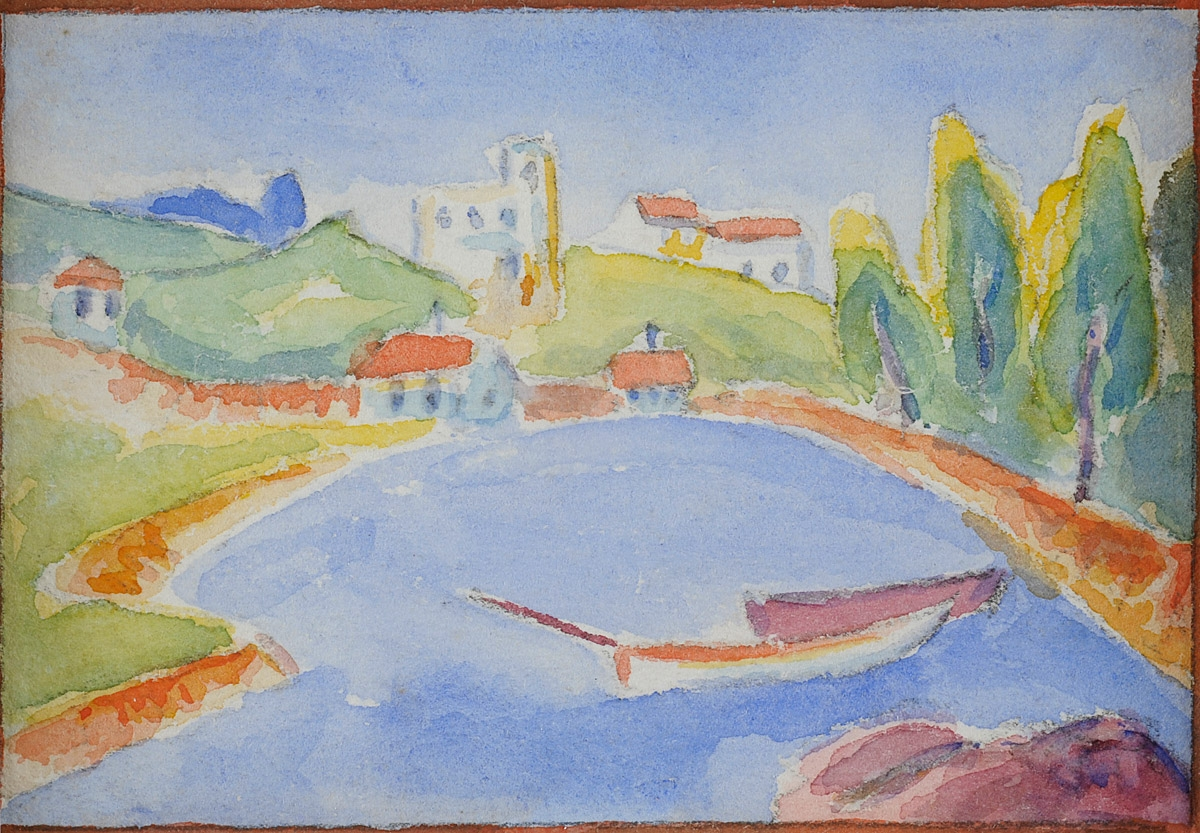
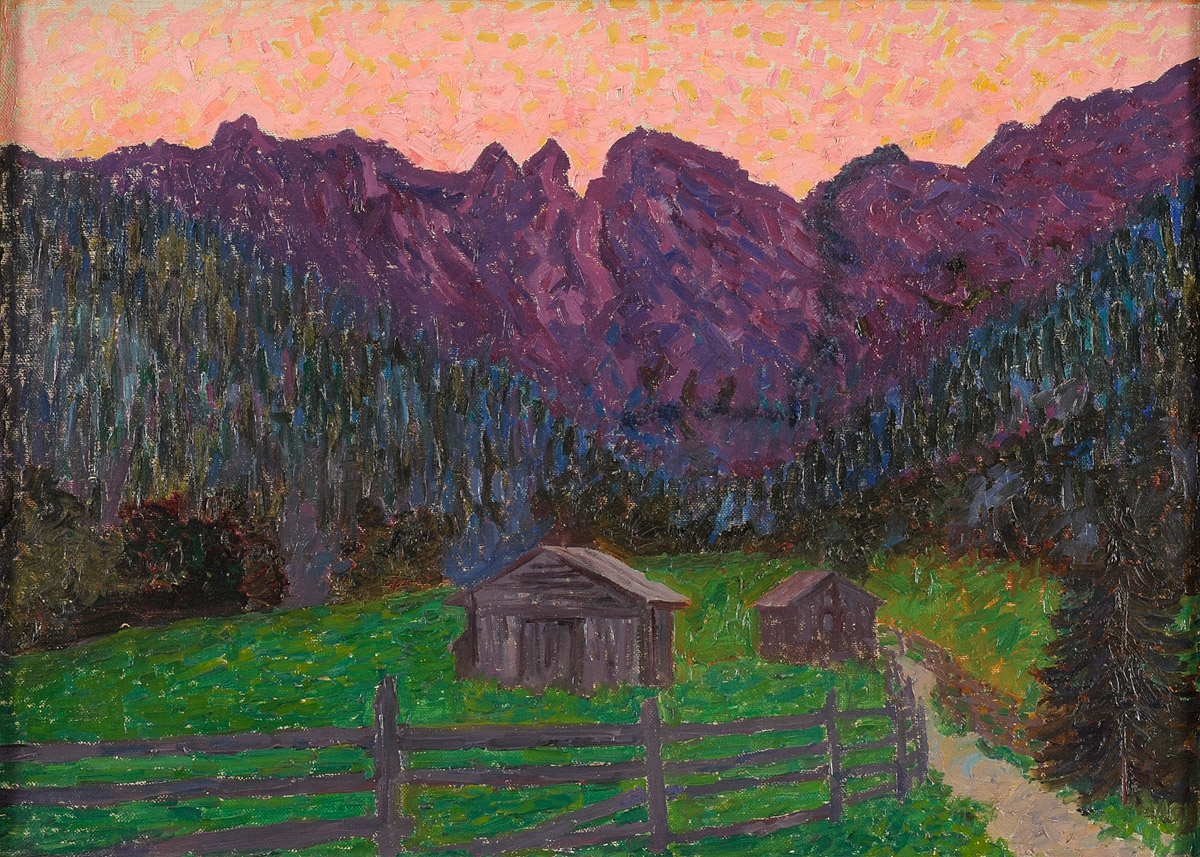
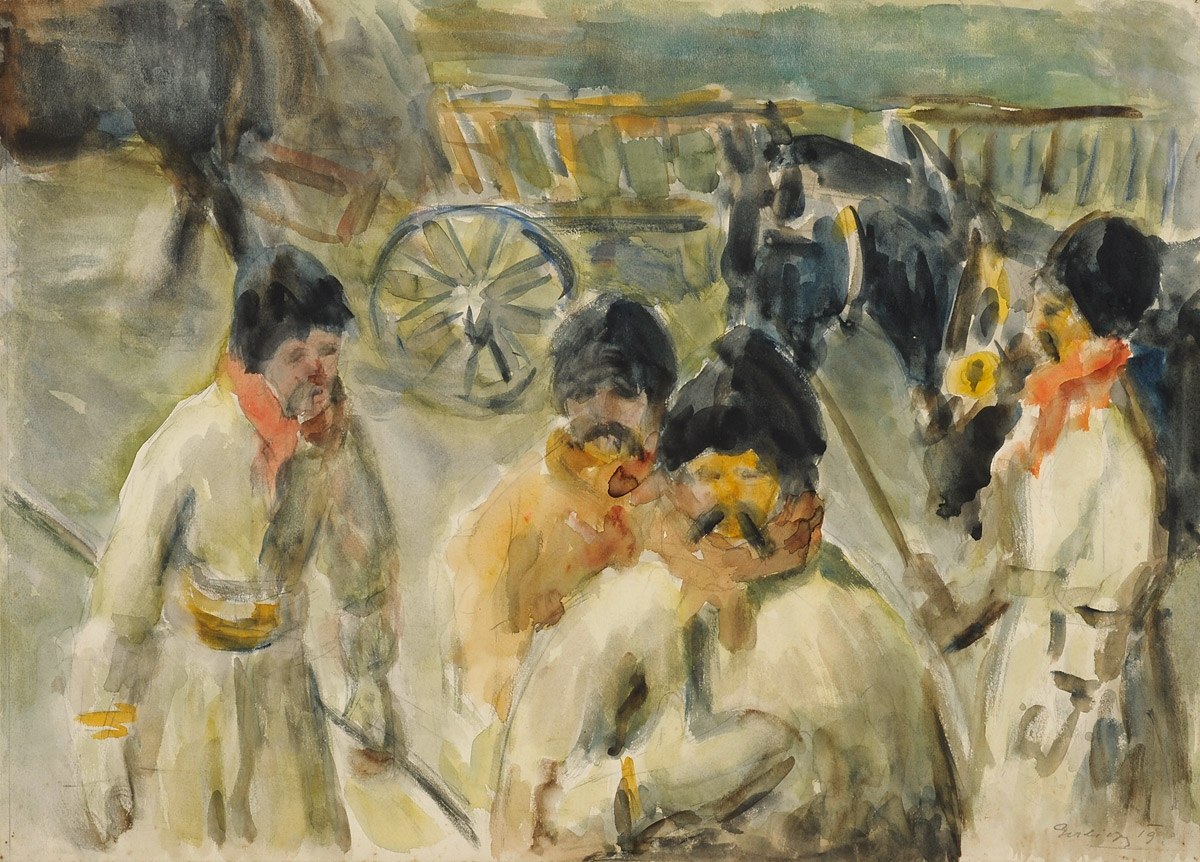
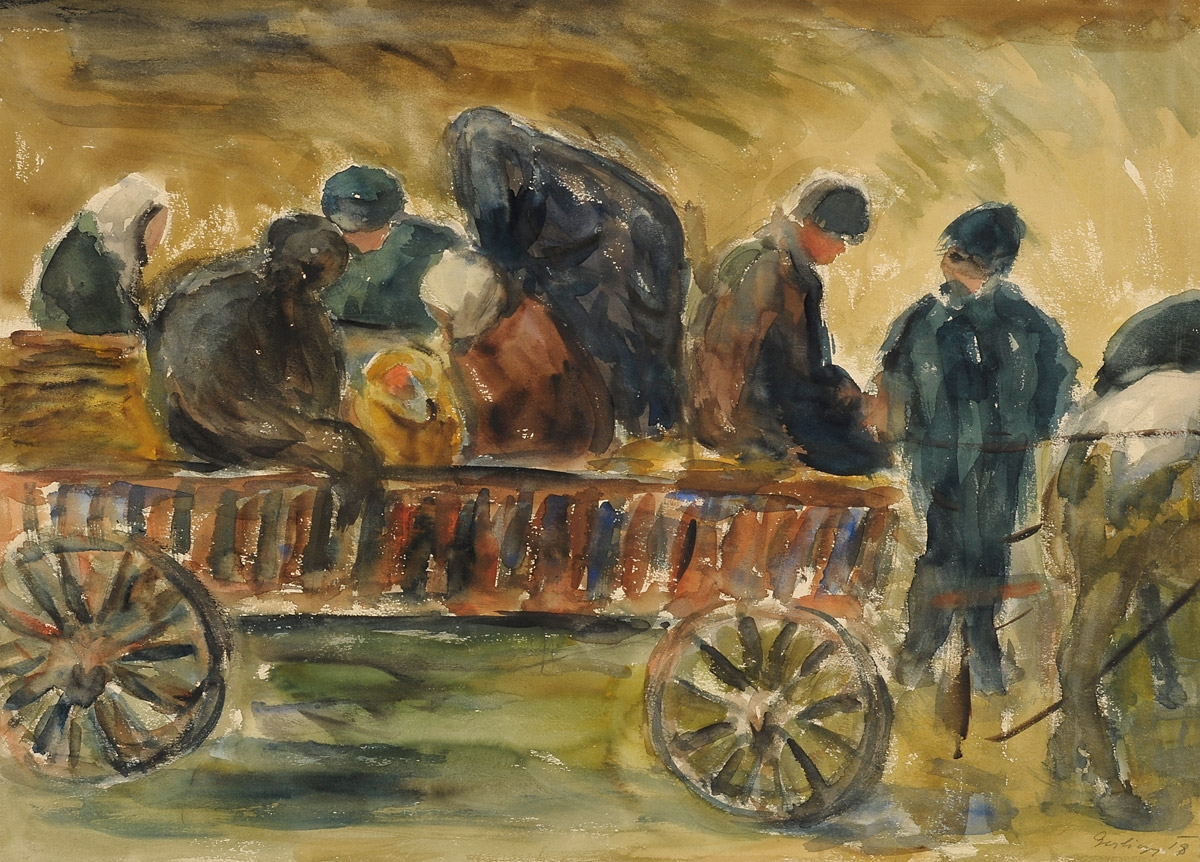
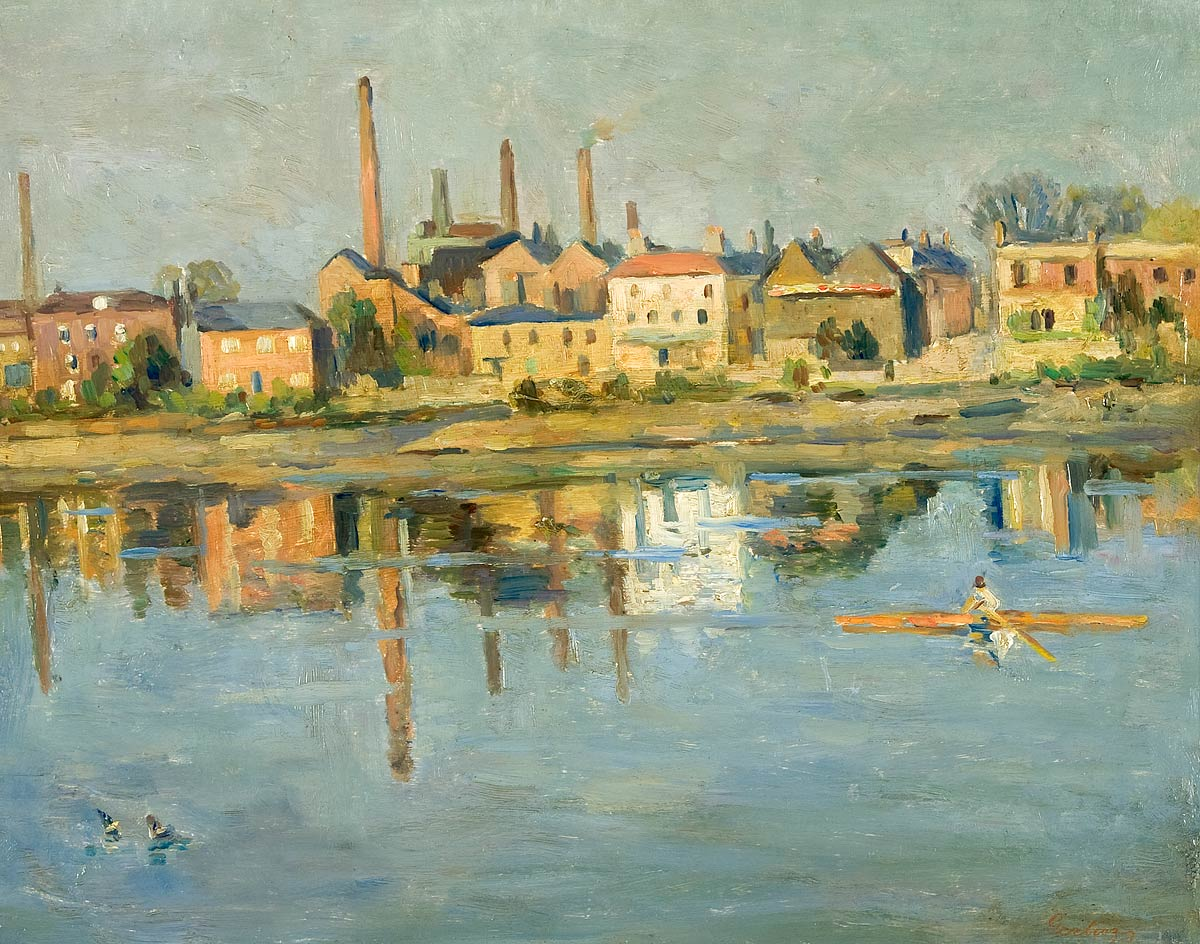
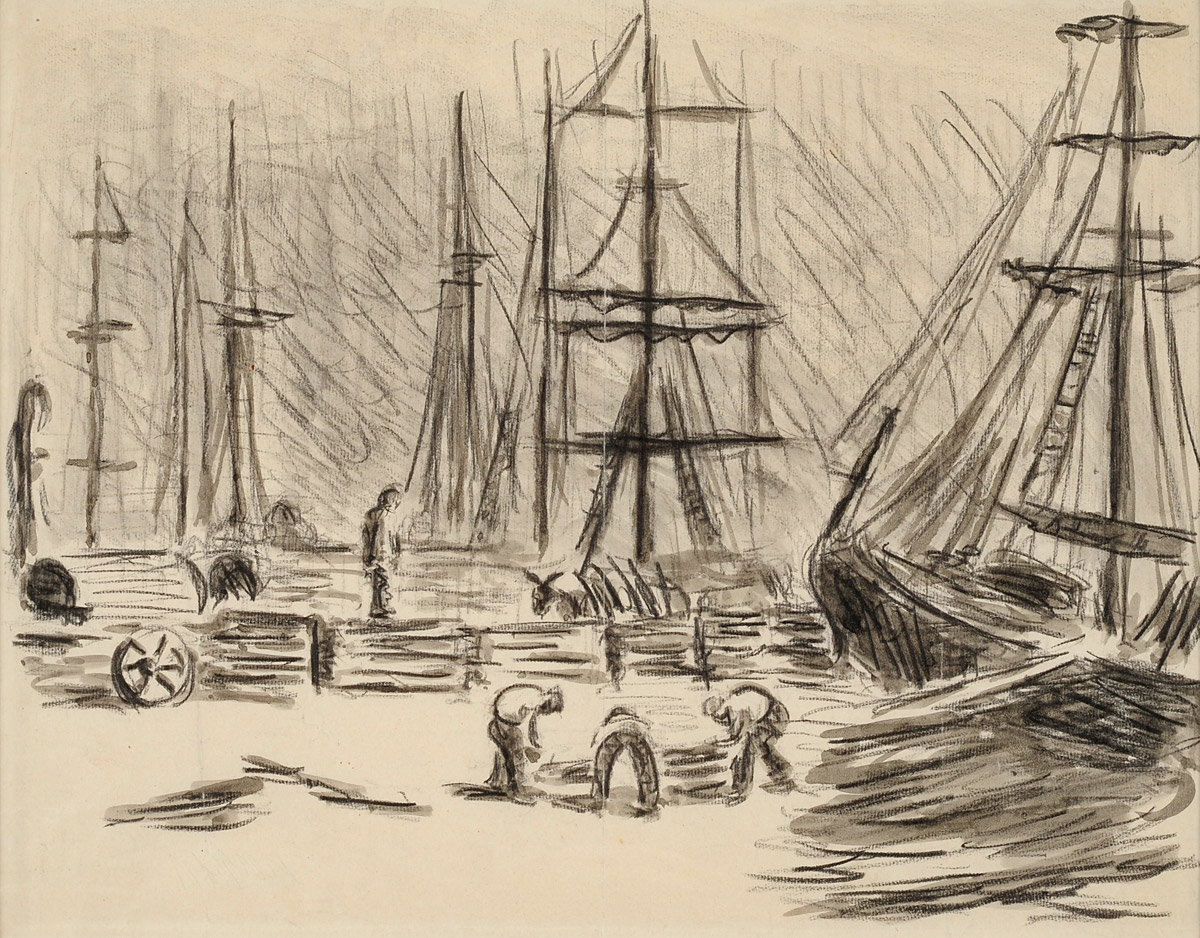

## Fordítás
- Ez a szócikk részben vagy egészben  az    Emil von Gerliczy című német Wikipédia-szócikk ezen változatának fordításán alapul.  Az eredeti cikk szerkesztőit annak laptörténete sorolja fel. Ez a jelzés csupán a megfogalmazás eredetét és a szerzői jogokat jelzi, nem szolgál a cikkben szereplő információk forrásmegjelöléseként.